# Ojstrica (Tabor)

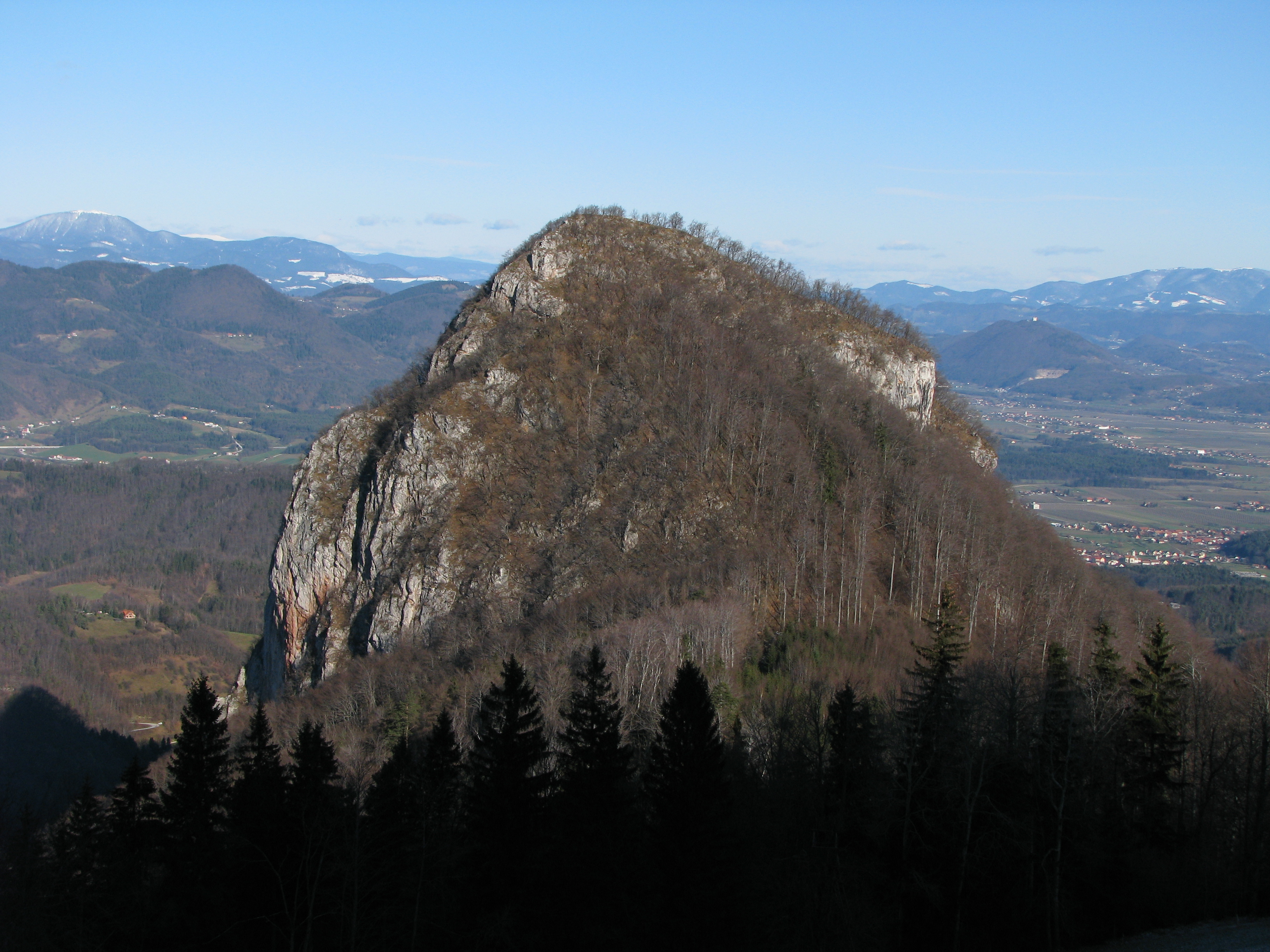
Die schroffen Formen des Berges Krvavica bei Ojstrica belegen den Namen des Gebietes

Ojstrica, in älteren Texten Osterwitz, ist der Name eines Gebietes in der Ortschaft Loke (Lakdorf) in der slowenischen Gemeinde Tabor am südwestlichen Rand des Beckens von Cilli. Der Name bezeichnet sowohl einen Bach, dessen Tal, einen Weiler und einen Berg, auf dem ehemals die Burg Osterwitz stand.

## Geographie
Ojstrica ist der Name eines Tales, das vom Süden nach Norden im Hügelland zwischen dem Becken von Cilli und damit dem Tal der Savinja und dem Tal der Save südwestlich des Beckens von Cilli verläuft. In ihm fließt der gleichnamige kleine Bach Ojstrica, der nach wenigen Kilometern in die Konjščica mündet, die ihrerseits in die Savinja fließt. An der Einmündung des Tales in das Becken von Cilli liegt der Ort Ojstriška vas (Osterwitzdorf).
Der Name leitet sich vom Aussehen des Berges Krvavica in der Nähe ab. Dieser Berg weist schroffe Formen auf, weil er aus härterem Material (Muschelkalk) besteht als seine Umgebung aus Schiefern und Dolomiten.  Im Norden und Westen des Berges fallen Felswände 50 bis 100 Meter ab. Der Name Ojstrica enthält das slowenische Wort oster für scharf, spitz und bedeutet somit etwa Scharfenberg, Spitzberg.
Auf diesem Berg befindet sich eine archäologische Fundstelle, eine Höhensiedlung des 3. bis 6. Jahrhunderts.
Die Gegend wurde durch Burg und Schloss Osterwitz bekannt, beide Anlagen existieren nicht mehr.

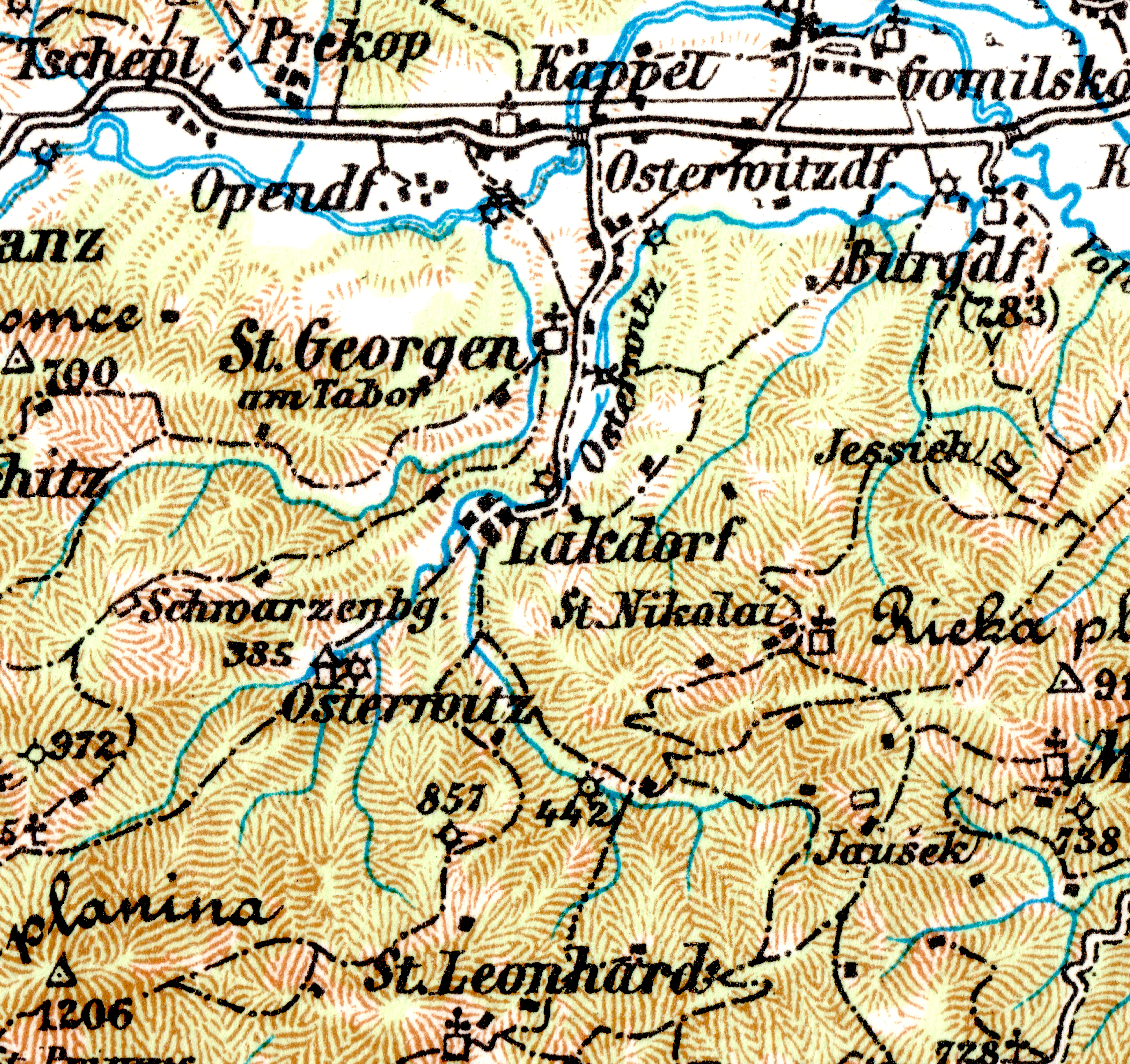
Lage von Ojstrica (damals: Osterwitz) im Südwesten des Beckens von Cilli

Berg, Tal und Bach haben mit dem 2350 m hohen Berg Ojstrica in den Steiner Alpen nichts zu tun. Dieser Berg liegt etwa 70 km weiter nordwestlich.